# Karina Mora
Karina Patricia Mora Novelo, más conocida como Karina Mora (n. 17 de noviembre de 1980 en Mérida, Yucatán), es una actriz mexicana.
Karina vive gran parte de su vida en la Ciudad de Campeche, Campeche y es ahí donde realiza sus estudios de educación primaria, secundaria y preparatoria y a la par toma clases de ballet clásico, jazz y danzas regionales, así como talleres de piano, solfeo y guitarra. 
Fue Señorita Campeche en 1998 y Señorita México Internacional al año siguiente participando en el concurso Miss Internacional realizado en Japón. 
A los 19 años hace el casting para entrar al CEA y es aceptada por lo que se muda a la Ciudad de México y cursa la carrera completa, realizó pequeñas participaciones en novelas de Televisa (Clase 406, Velo de novia, Heridas de amor, Las vías del amor, Corazón partido y otras producciones). 

## Estudios
- Preparatoria, ballet clásico (El cascanueces, El lago de los cisnes), jazz, danzas regionales, bailes de salón).
- CEA (Centro de educación artística de Televisa).
- Taller de creación de personaje (con Mauricio García Lozano).
- Taller de Stand Up (con Miguel Galván).
- Taller de actuación, con Mauricio García Lozano.

## Filmografía

### Televisión
- Una maid en Manhattan (2011-2012) Jazmín "Yaya" Mendoza
- ¿Dónde está Elisa? (2010) Gisela Cruz
- Marina (2006) Matilde Vega de Alarcón
- Heridas de amor (2006) Lizania Luque Lemas
- Corazón partido (2005) Alejandra
- Gitanas (2004) María Magdalena
- Niña amada mía (2003) Enfermera
- Clase 406 (2002,2003)
- Las vías del amor (2002) Clara

### Teatro
- La mujer no hace milagros (Victoria)
- Parece mentira
- Gente absurda singular (Eva)
- Las muchas muertes de Danny R. (Rowena)
- El luto le sienta a Electra (Cristina)
- Cita con la muerte

### Comerciales
- Samsung
- Viana
- Campaña Telmex

### Películas
- Un tigre en la cama (2009)
- Entre sábanas (2008)

### Videos
- La leyenda de malverde
- Tabledance antropologas
- Signos Vitales (cortometraje)